# Zakłady Górniczo-Hutnicze „Bolesław”
Zakłady Górniczo-Hutnicze „Bolesław” – polskie przedsiębiorstwo z branży górniczo-hutniczej (od 2020 tylko hutniczej), istniejące od 1955 w Bukownie. Jedyny w Polsce producent cynku.

## Działalność
Większościowym akcjonariuszem spółki jest giełdowy Stalprodukt SA, część koncernu ArcelorMittal SA. ZGH Bolesław stanowią kompleks wydobywczo-przetwórczy, którego podstawową działalnością było wydobycie (do 31.12.2020 r.) rud cynku i ołowiu oraz produkcja:
- cynku elektrolitycznego (99,9975%),
- koncentratów cynkowo-ołowiowych,
- stopów ocynkowniczych i odlewniczych (wegal i zamak),
- kwasu siarkowego.

Wydobycie rud było prowadzone w kopalni „Olkusz-Pomorzany” do 31.12.2020 r.

## Kalendarium
- 1955 – Powstanie zakładu
- 2003 – Przekształcenie w wyniku komercjalizacji w jednoosobową spółkę Skarbu Państwa
- 2012 – Prywatyzacja spółki. Większościowym akcjonariuszem został Stalprodukt SA.
- 2020 - 31 grudnia 2020  zostaje wydobyta ostatnia tona rudy cynku i ołowiu w kopalni Olkusz-Pomorzany (ZGH Bolesław)
- 2021/2022 - od 15.12.2021 do 2022 Proces zatapiania kopalni Olkusz-Pomorzany (ZGH Bolesław)

## Struktura organizacyjna

### Kopalnie
Kopalnia Saturn (powstała w XIX w., zlikwidowana)
typ eksploatacji: wydobycie podziemne
szyb:
- Feliks (budowla drewniana, zlikwidowany)

Kopalnia „Ulisses” (powstała w XIX w., zlikwidowana w 1953 r.)
typ eksploatacji: wydobycie podziemne
szyby:
- Wiktor (budowla drewniana, zlikwidowany w 1954 r.)
- Stanisław (zlikwidowany)

Kopalnia „Bolesław” (powstała na początku XX w., rozbudowana w 1958 r., zlikwidowana w 1998 r.)

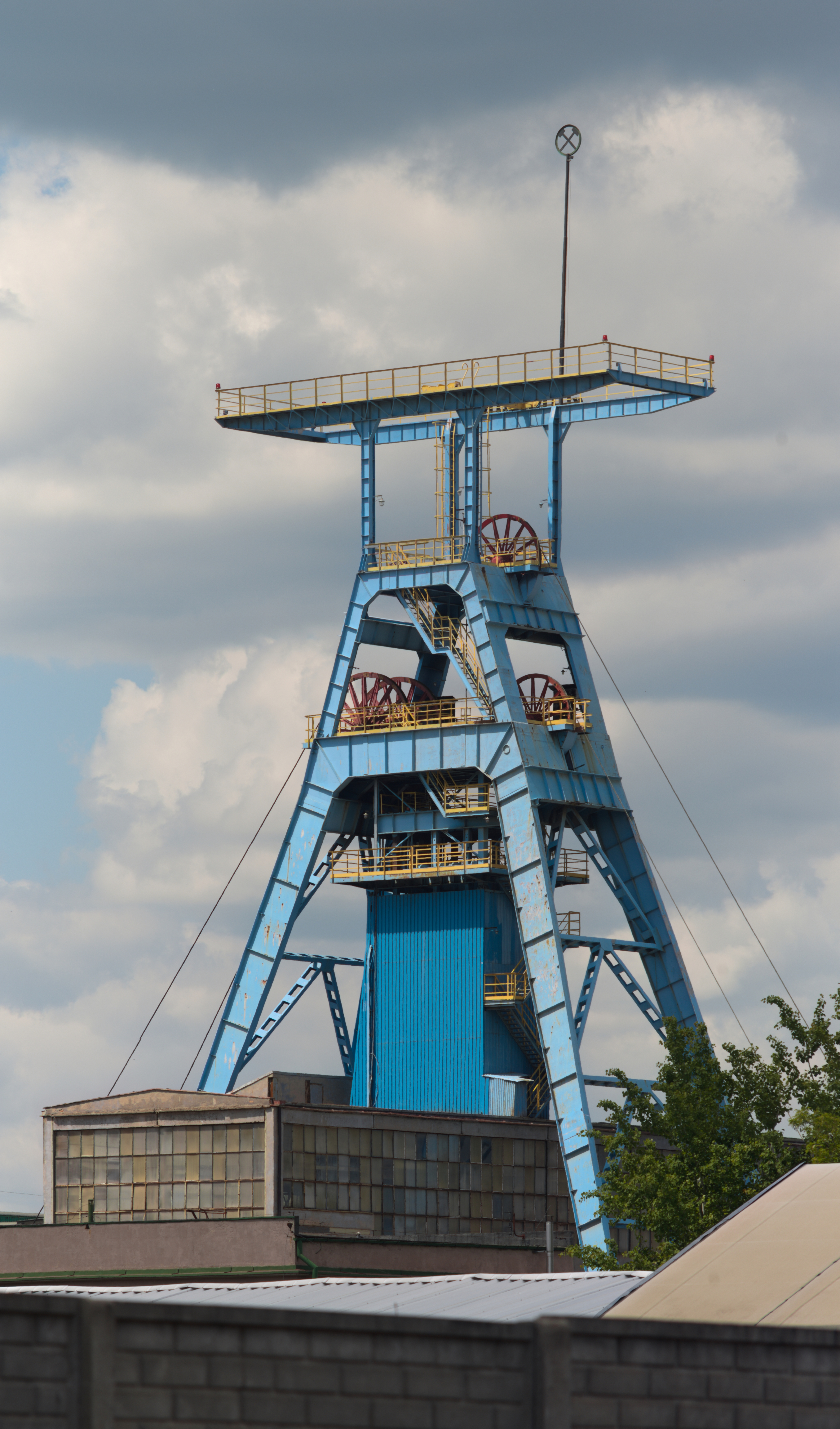
Wieża wyciągowa szybu Chrobry w Olkuszu (2020)

typ eksploatacji: wydobycie podziemne
projektowane wydobycie: 350 tys. t/rok rudy galmanowej i 450 tys. t/rok blendy cynkowej
szyby:
- Mieczysław (powstał w 1957 r., zlikwidowany w 2003 r.)
- Stanisław (zlikwidowany)
- Aleksander (zlikwidowany w 1968 r.)
- Krążek (zlikwidowany)
- Zbigniew (zlikwidowany)
- Południowy (wentylacyjny, zlikwidowany)

pochylnia:
- Ulisses (do 1959 r. wydobywcza, później materiałowa, zlikwidowana)

Kopalnia „Olkusz” (powstała w 1962 r., zlikwidowana w 2003 r.)

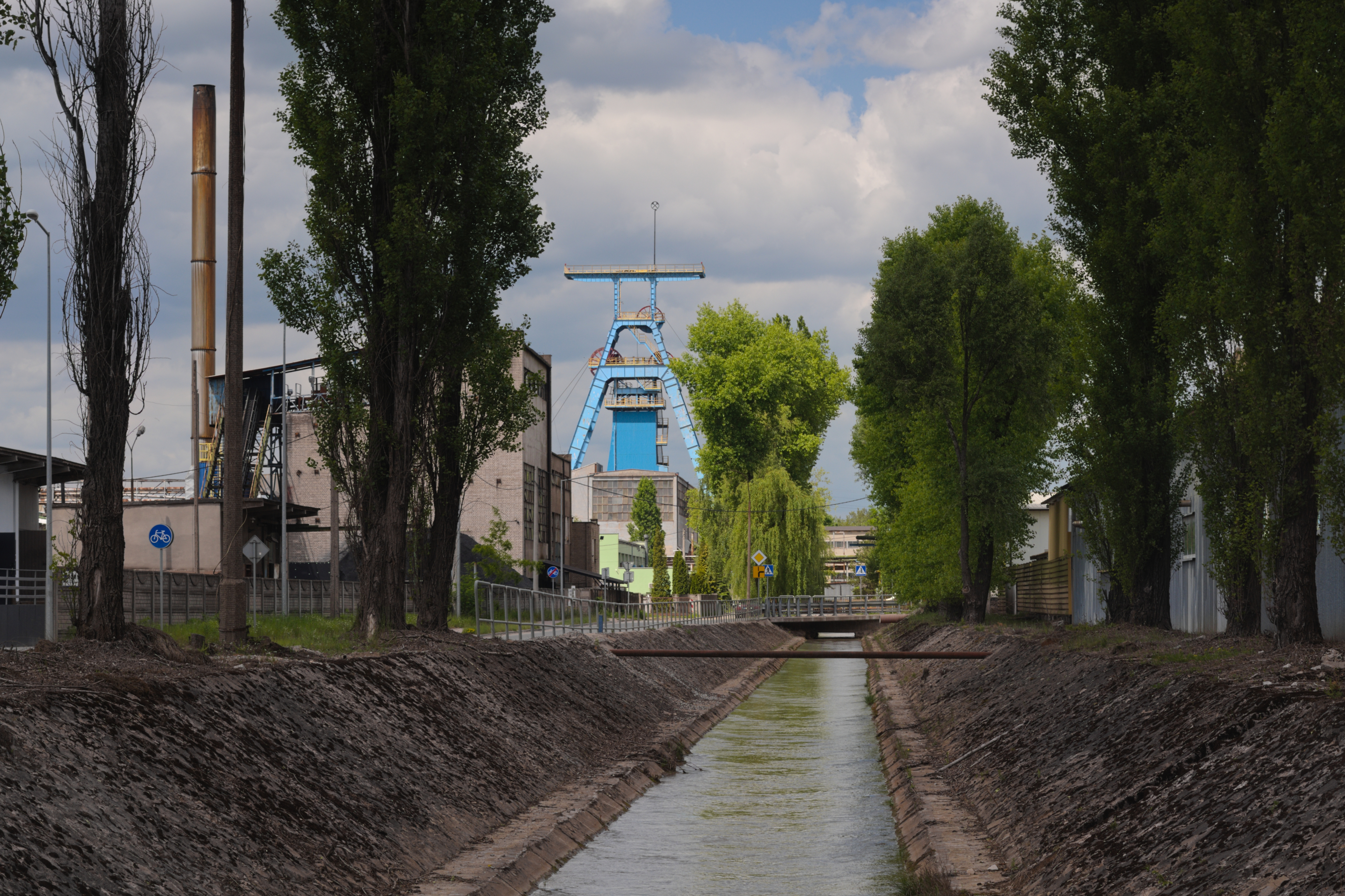
Wieża wyciągowa szybu Chrobry kopalni Olkusz-Pomorzany rejon Olkusz w Olkuszu (2020)

typ eksploatacji: wydobycie podziemne
projektowane wydobycie: 600 tys. ton/rok rudy.
szyby:
- Bronisław (do 2006 r. zjazdowy i wydobywczy, obecnie wentylacyjny, poziom 238 m n.p.m. ,zlikwidowany)
- Chrobry (powstał w 1970 r. wydobywczy, zjazdowy, obecnie należy do kopalni „Olkusz-Pomorzany”)
- Stefan (zjazd dla obsługi komory pomp odwadniających, kiedyś materiałowy, poziom 251 m n.p.m. i 238 m n.p.m. , zlikwidowany)

Kopalnia „Olkusz-Pomorzany” (powstała w 1974 r., zlikwidowana 2020 r), jest to pierwsza i jedyna kopalnia rud o statusie metanowym 1977–1995

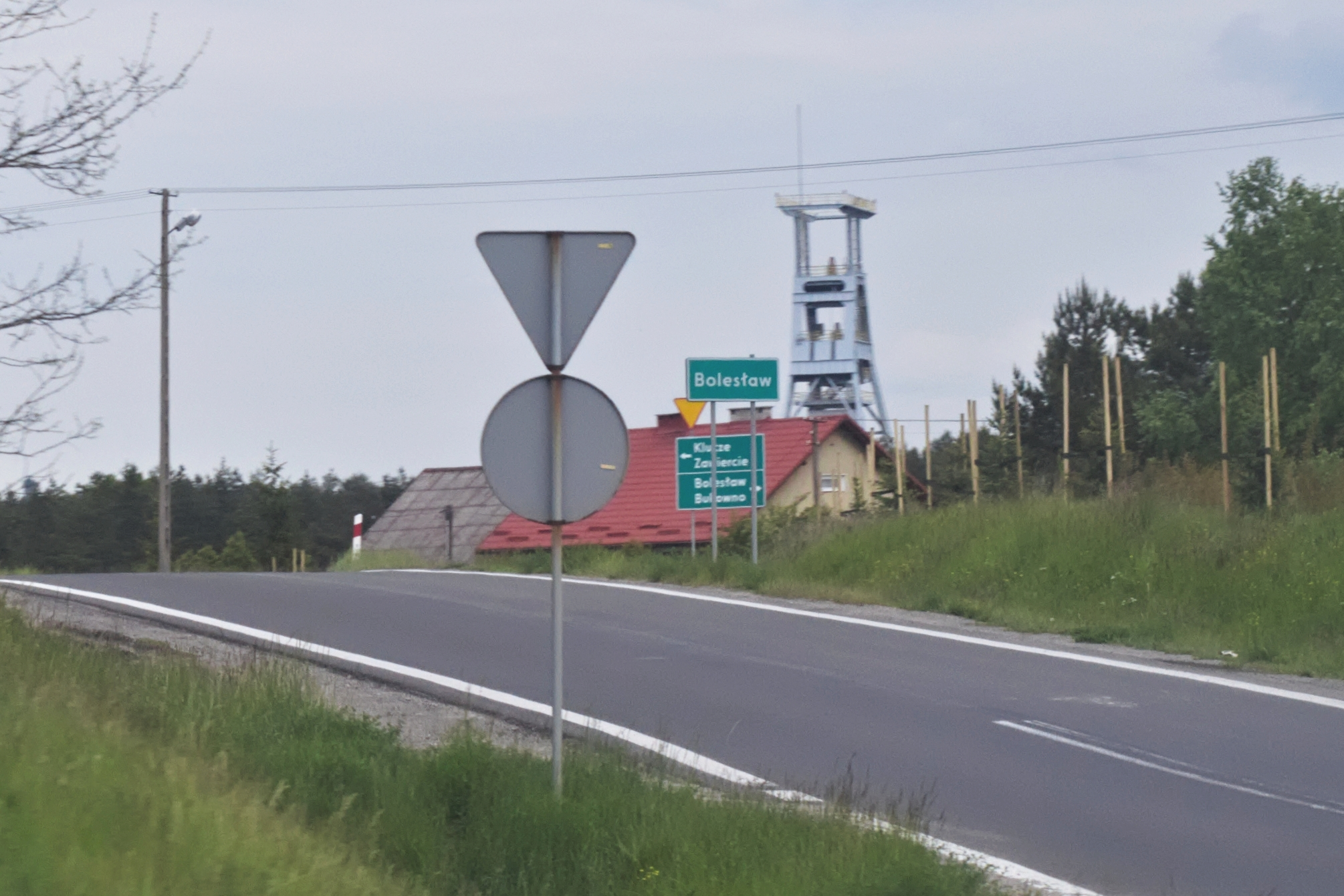
Wieża wyciągowa szybu Dąbrówka kopalni Olkusz-Pomorzany w Bolesławiu (2020)

projektowane wydobycie: 2,1 mln t/rok rudy
typ eksploatacji: wydobycie podziemne
szyby:
- Chrobry (powstał w 1970 r., wydobywczy, zjazdowy)
- Dąbrówka (zjazdowy, materiałowy)
- Mieszko (do opuszczania maszyn wielkogabarytowych, zlikwidowany w 2009 r.) (od 2009 r. wentylacyjny, zlikwidowany)
- Zachodni (wentylacyjny, zlikwidowany)
- Wschodni (wentylacyjny, zlikwidowany)
- Wp-1 (wentylacyjny, zlikwidowany)
- Wp-2 (wentylacyjny, podsadzkowy, zlikwidowany)

pochylnia:
- Franciszek’ (transport maszyn i urządzeń, zlikwidowany)

### Odkrywki
- Odkrywka Bolesławska (zlikwidowana i zrekultywowana) typ eksploatacji: kopalnia odkrywkowa
- Odkrywka Jerzy (zlikwidowana i zrekultywowana), typ eksploatacji: kopalnia odkrywkowa
- Odkrywka Dąbrówka (zlikwidowana i zrekultywowana), typ eksploatacji: kopalnia odkrywkowa

### Dział przeróbki mechanicznej „Olkusz-Pomorzany”(zlikwidowany w 2020)

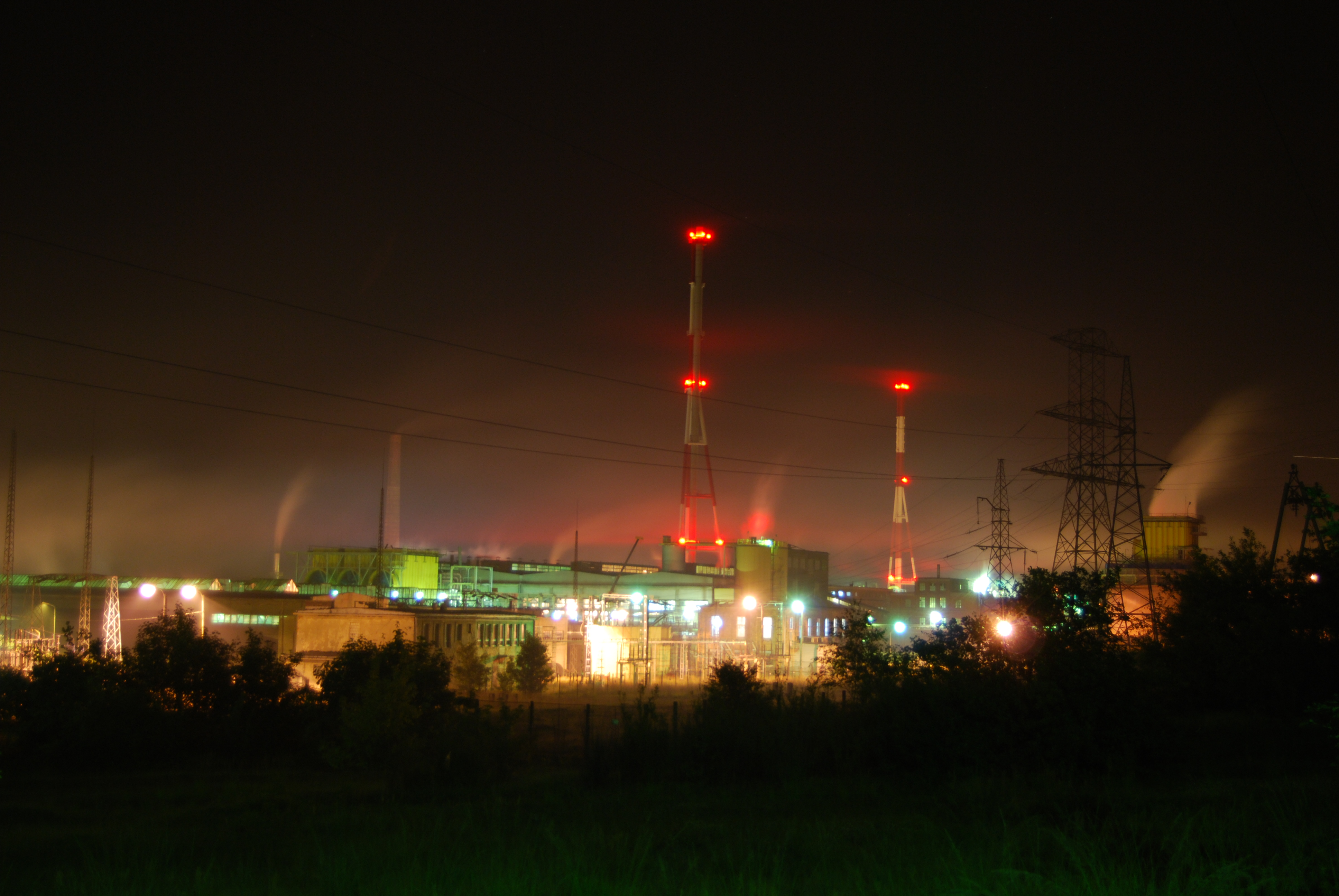
ZGH Bolesław nocą (2008)

Dział przerabia rudę siarczkową cynkowo-ołowianą pochodzącą z kopalni „Olkusz-Pomorzany”, produkując koncentraty cynku i ołowiu, „bulk” (koncentrat kolektywny cynku i ołowiu) oraz kamień popłuczkowy.
Oddziały
- rozdrabnialnia (zlikwidowany)
- oddział wzbogacania grawitacyjnego (zlikwidowany)
- młynownia i flotacja (zlikwidowany)
- oddział suszarni (filtrownia) (zlikwidowany)

### Wydział przeróbki mechanicznej „Bolesław” (zlikwidowany)
Oddziały
- rozdrabnialnia (z kruszarkami szczękowymi) (zlikwidowany)
- rozdrabnialnia (z kruszarkami stożkowymi) (zlikwidowany)
- młynownia (zlikwidowany)
- flotacja (zlikwidowany)
- suszarnia (do czasu otwarcia prażalni) (zlikwidowany)
- oddział wzbogacania w cieczach zawiesinowych ciężkich (zlikwidowany)
- prażalnia (zlikwidowany)

### Zakład Przeróbki Odpadów Poflotacyjnych
Zakład zajmuje się recyklingiem i odzyskiwaniem pozostałości cynku i ołowiu znajdujących się w odpadach poflotacyjnych zalegających na stawach osadowych. Wydział otwarty nakładem 58 milionów złotych pod koniec 2016 roku.

### Wydziały hutnicze ZGH „Bolesław”

#### Wydział Huty Tlenku Cynku (HTC)
Obiekt wydziału uruchomionego w lipcu 1952 roku.
Produkował w procesie ogniowym spiekany tlenek cynku o zawartości średnio 58,26% oraz tlenek ołowiu o zawartości ok. 41,91%.
Wydział miał 13 pieców przewałowych o zdolności przewałowej 100 t/dobę każdy (łącznie rocznie 400 tys. ton) i 2 spiekalniane.

#### Wydział Elektrolizy Cynku (EC)
oddziały:
- ługownia
- hala wanien
- odlewnia

#### Wydział Ołowiu (ZO) (zamknięty)
Wydział posiadał cztery piece obrotowo-wahadłowe (Dōrschala) i jeden kocioł rafinacyjny.

#### Prażalnia i Fabryka Kwasu Siarkowego (FKS)
Oddane do eksploatacji w 1969 roku. Wydział składał się z dwóch pieców fluidyzacyjnych o powierzchni 14,2 m² z instalacją chłodnic atmosferycznych, cyklonów i elektrofiltra suchego, dwóch nitek odpylania mokrego i FKS-u. W 1975 uruchomiono drugą nitkę produkcyjną z jednym piecem fluidyzacyjnym, o powierzchni 27 m², kotła odzyskującego ciepło z gazów prażalnych, zespołu dwóch stopni odpylania cyklonicznego oraz FKS-u, która miała pracować na zasadzie podwójnej konwersji. W fabryce kwasu siarkowego uzyskuje się kwas o stęż. 98% i więcej. W 2003 roku produkcja kwasu sięgała 130 200 ton na rok.
Ponadto w skład grupy kapitałowej ZGH „Bolesław” wchodzi wiele spółek zależnych, m.in. BolTech, CARO.

### Huta Cynku „Miasteczko Śląskie”
W 2010 roku Grupa ZGH przejęła Hutę Cynku „Miasteczko Śląskie” SA. Zakłady Górniczo Hutnicze „Bolesław” posiadają 85% akcji spółki.

## ZGH „Bolesław” za granicą
Grupa ZGH nabyła ponad 50% udziałów czarnogórskiego przedsiębiorstwa Gradir Montenegro. Posiada ono czynną kopalnię rud cynku i ołowiu, mogącą zapewnić funkcjonowanie hut Bolesław i Miasteczko Śląskie przez najbliższe kilkanaście lat.